# Scheune Fährstraße 1
Die ehemalige Scheune Fährstraße 1 unweit der Fähranlage über die Oste in der niedersächsischen Samtgemeinde Land Hadeln, Gemeinde Osten im Landkreis Cuxhaven, stammt aus dem 19. Jahrhundert. Aktuell (2024) wird sie auch als Wohnhaus genutzt.
Das Gebäude steht unter Denkmalschutz (siehe auch Liste der Baudenkmale in Osten (Oste)).

## Geschichte und Beschreibung
Das eingeschossige traufständige verputzte Gebäude als Zweiständer-Hallenhaus in Backstein mit reetgedecktem Satteldach wurde in der ersten Hälfte des 19. Jahrhunderts als Kornscheune gebaut. Die nordwestliche Traufseite weist noch Fachwerk auf. Im Südwestgiebel sind links neben der rundbogigen Grooten Door heute Fenster für spätere Wohnungen im Erdgeschoss und über dem Tor eine Ladeluke. Am Nordostgiebel neben dem Tor sind Mistgangtür und Garagentor sowie Rundbogenfenster. Beide oberen Giebeldreiecke haben regionaltypische senkrechte Verbrettungen. Die Scheune wurde teilweise zu Wohnzwecken umgebaut.
Das Landesdenkmalamt befand u. a.: „… Zeugnis bäuerlicher Kultur im historischen Ortskern von Osten, einer Deichreihensiedlung des 13. Jahrhunderts.“
An der Fährstraße sind die Häuser Nr. 1, Nr. 3, Nr. 5, Nr. 8b, Nr. 7 und Nr. 18 denkmalgeschützt.